# Geordie (Gabry Ponte)
Geordie è un singolo di Gabry Ponte pubblicato nel 2002, estratto dall'album Gabry Ponte.
Si tratta di una cover italo dance di Geordie, ballata britannica adattata e tradotta in italiano da Fabrizio De André.

## Tracce
CD
1. Intro – 1:51
2. Geordie (Extended Version) – 5:43 (Fabrizio De André)
3. Sharmcafè (Roberto Molinaro Remix) – 6:06 (Gabry Ponte)
4. Geordie (Radio) – 3:36 (Fabrizio De André)

Durata totale: 17:16
Vinile 12"
Lato A
1. Geordie (Extended Version) – 5:43 (Fabrizio De André)

Lato B
1. Sharmcafè (Roberto Molinaro Remix) – 6:06 (Gabry Ponte)

 Il video musicale è stato diretto da Celestino Gianotti e mostra Geordie che scappa dagli schiaccianoci per aver rubato, come dice nel testo, sei cervi nel parco del re vendendoli per denaro. Ad un certo punto spuntano degli gnomi che ipnotizzano Geordie, intanto il criminale fa pace con gli schiaccianoci ritornandogli i sei cervi rubati e se ne va.
Del brano esiste anche un successivo remix maggiormente in linea con il riadattamento di Fabrizio De André, poiché include tre versi in più, oltre al contributo del vocalist Roberto Francesconi.